# 相良匡俊
相良 匡俊（さがら まさとし、1941年5月24日 - 2013年7月24日）は、日本の歴史学者。専門は西洋史・フランス近現代史。

## 人物
鳥取県鳥取市に生まれる。洛星高等学校を経て1961年にへ入学後、1963年1965年東京大学文学部を卒業（専攻は西洋史学）。大学院では革命的サンディカリスムを研究テーマとし、社会運動史研究会に参加する。1971年よりパリ第1大学（パンテオン＝ソルボンヌ校）第3博士課程へ留学。『フランス労働運動人物事典』の編集で知られるジャン・メトロンに師事し、1890年から1905年まで存在した革命的社会主義労働党（アルマヌ派）を研究した。帰国後、1975年に大学院人文科学研究科を満期退学。1976年に法政大学第二教養部助教授となり、1983年11月に社会学部助教授に転じ、1986年に教授に昇任した。2012年3月に大学を退職し、2013年に死去した。
シャンソン関係資料の収集家でもあり、そのコレクションは、東京音楽大学付属図書館に遺贈された。

## 主な著作
- 『社会運動の人びと――転換期パリに生きる』（山川出版社、2014年）

### 共著
- 『ヨーロッパ近代史再考』（ミネルヴァ書房、1983年）
- 『世界の歴史と文化・フランス』（新潮社、1993年）
- 『歴史として、記憶として』（御茶の水書房、2013年）

### 共訳書
- エマニュエル・ル・ロワ・ラデュリ『新しい歴史――歴史人類学への道』（樺山紘一・木下賢一・中原嘉子・福井憲彦共訳、新評論、1980年／藤原書店、1991年、新版2002年）
- ルイ・シュヴァリエ『労働階級と危険な階級――19世紀前半のパリ』（喜安朗・木下賢一共訳、みすず書房、1993年）